# Moonshell (NDS)
MoonShell es un reproductor multimedia Homebrew para la Nintendo DS. Es uno de los homebrews de Nintendo DS más conocidos y desde diciembre de 2006 una de las formas de reproducir video en la DS.
El reproductor soporta archivos de video: DPG, audio: MP3 / OGG / MOD / SPC / MDX (no PCM)/ GBS / HES / NSF / XM / MIDI / AAC de bajo bit rate, imágenes JPEG no progresivas / BMP / GIF / PNG y archivos de texto. MoonShell reproduce videos a pantalla completa a 20fps y a pantalla partida a 24fps, con sonido estéreo a 32.768KHz. Utilizaba ambas pantallas de la DS con la pantalla superior para selección de archivos y controlado mediante la pantalla táctil. Ahora, en la versión 2 se exploran los archivos con la pantalla táctil y con una nueva interfaz, pero manteniendo el mismo núcleo, si se analiza la pantalla cuando se inicia. Integra un sistema de plug-in's que permite mejorar las características del programa. Para añadir funcionalidades simplemente hay que copiar el plug-in a la carpeta apropiada. Debido a su función como reproductor multimedia algunos plug-in's van incluidos con el programa.
MoonShell está incluido como manejador de archivos por defecto para los productos SuperCard One, R4, DSTT, CycloDS,n5 y M3 DS Simply. El EZFlash V tiene un Moonshell modificado.

## Codificación de vídeo
El paquete MoonShell incluye las herramientas dpgtools video encoder dpgency dpgplay (Se encuentran en la carpeta DPGtools) para probar antes de la instalación en la DS. Se pueden codificar la mayoría de los formatos multimedia incluyendo DVD y FLV. Una alternativa es el homebrew BatchDPG, que genera videos codificados de gran calidad, aunque DPGTools que se incluye en Moonshell 2.00 se considera que tiene mejor calidad.